# Doppeltier
Das Doppeltier (Diplozoon paradoxum) gehört zur Klasse der Monogenea innerhalb der Cercomeromorpha, die außerdem die Bandwürmer (Cestoda) enthalten und neben den Saugwürmern (Trematoda) die zweite große Parasitengruppe unter den Plattwürmern (Plathelminthes) darstellen. Diplozoon paradoxum lebt ektoparasitisch auf den Kiemen von Süßwasserfischen, meist Karpfenartigen. 

## Merkmale
Das Doppeltier kommt im Regelfall immer nur als Pärchen vor, wobei zwei Individuen kreuzweise verwachsen sind. Es erreicht eine Körperlänge von sechs bis zehn Millimeter. Auf der Bauchseite entwickelt sich ein unpaarer Bauchnapf, mit dem sich das Paar am Wirt festsaugen kann.

## Lebensweise
Das Doppeltier ist eierlegend und setzt seine Eier an den Kiemen des Wirtes ab, nach etwa 10 Tagen schlüpfen die Larven (Oncomiracidien mit Saugscheiben und Haken). Die Kopulation erfolgt nach dem Anheften der Larven, die sich durch den Verlust der Wimpern zur Diporpa entwickelt haben am Kiemenepithel, indem sich zwei Individuen mit Hilfe von druckknopfartigen Strukturen bestehend aus einem Bauchsaugnapf und einem Rückenzapfen über Kreuz aneinanderlagern und eine Dauerkopula bilden. Dabei verwachsen die beiden zwittrigen Tiere dauerhaft und untrennbar miteinander und leben nach der wechselseitigen Befruchtung paarig weiter. Die Samenleiter, die die Spermien aus den Hoden transportieren, verwachsen mit der Vagina des jeweiligen Partners, wodurch eine lebenslange gegenseitige Besamung gewährleistet ist.

## Quelle
- Reinhard Rieger: Plathelminthes, Plattwürmer. In: Wilfried Westheide, Reinhard Rieger (Hrsg.): Spezielle Zoologie. Teil 1: Einzeller und wirbellose Tiere. Gustav Fischer Verlag, Stuttgart u. a. 1996, ISBN 3-437-20515-3, S. 243–247.